# هواپیمای فضایی

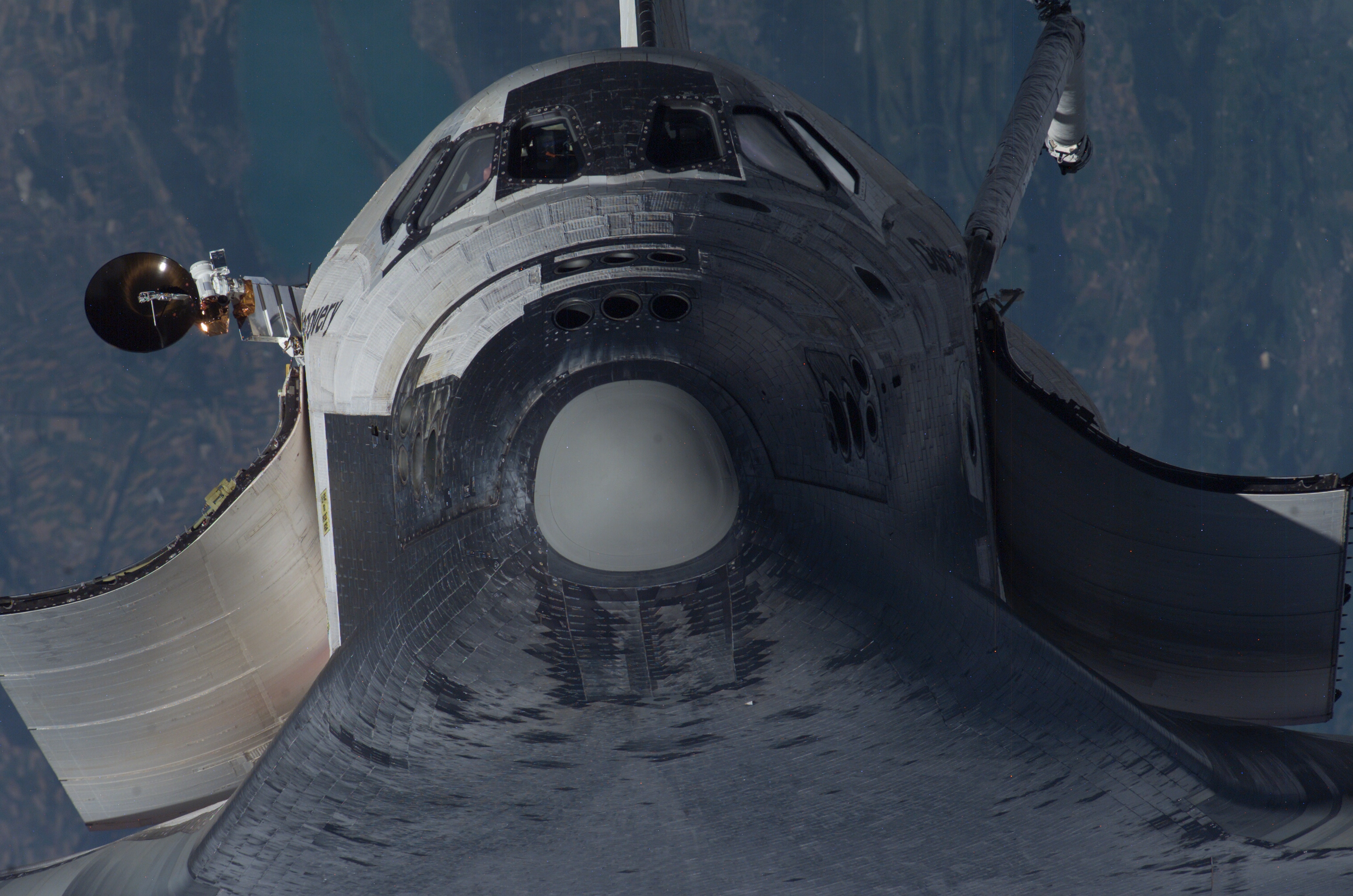
شاتل فضایی در مدار زمین

هواپیمای فضایی یک وسیله نقلیه هوایی است که می‌تواند مانند یک هواپیما در جو زمین پرواز کند و مانند یک فضاپیما در خلاء فضا مانور دهد. برای انجام این کار، هواپیماهای فضایی باید ویژگی‌های هواپیما و فضاپیما را در خود جای دهد. هواپیماهای فضایی مداری بیشتر شبیه فضاپیماها هستند، هواپیماهای فضایی زیر مداری بیشتر شبیه هواپیما هستند. تمام هواپیماهای فضایی تا به امروز دارای موشک بوده‌اند اما بعنوان هواپیمای بدون سرنشین به زمین نشستند.
سه نوع هواپیما با موفقیت در مدار پرتاب شد، و پس از ورود به جو به زمین نشسته‌اند که عبارتند از: شاتل فضایی، بوران و X-37.
چهارمین مورد، دریم چیسر می‌باشد که در حال توسعه و ساخت است. از سال ۲۰۱۹ همه وسایل نقلیه مداری گذشته، فعلی و برنامه‌ریزی شده به‌طور عمودی با یک موشک جداگانه پرتاب می‌شوند. پرواز فضایی مداری با سرعت زیاد انجام می‌شود، با انرژی جنبشی مداری به‌طور معمول حداقل ۵۰ برابر بیشتر از مسیرهای زیر مداری است. در نتیجه، محافظت از گرمای سنگین در حین ورود به جو لازم است.

## چالش‌ها

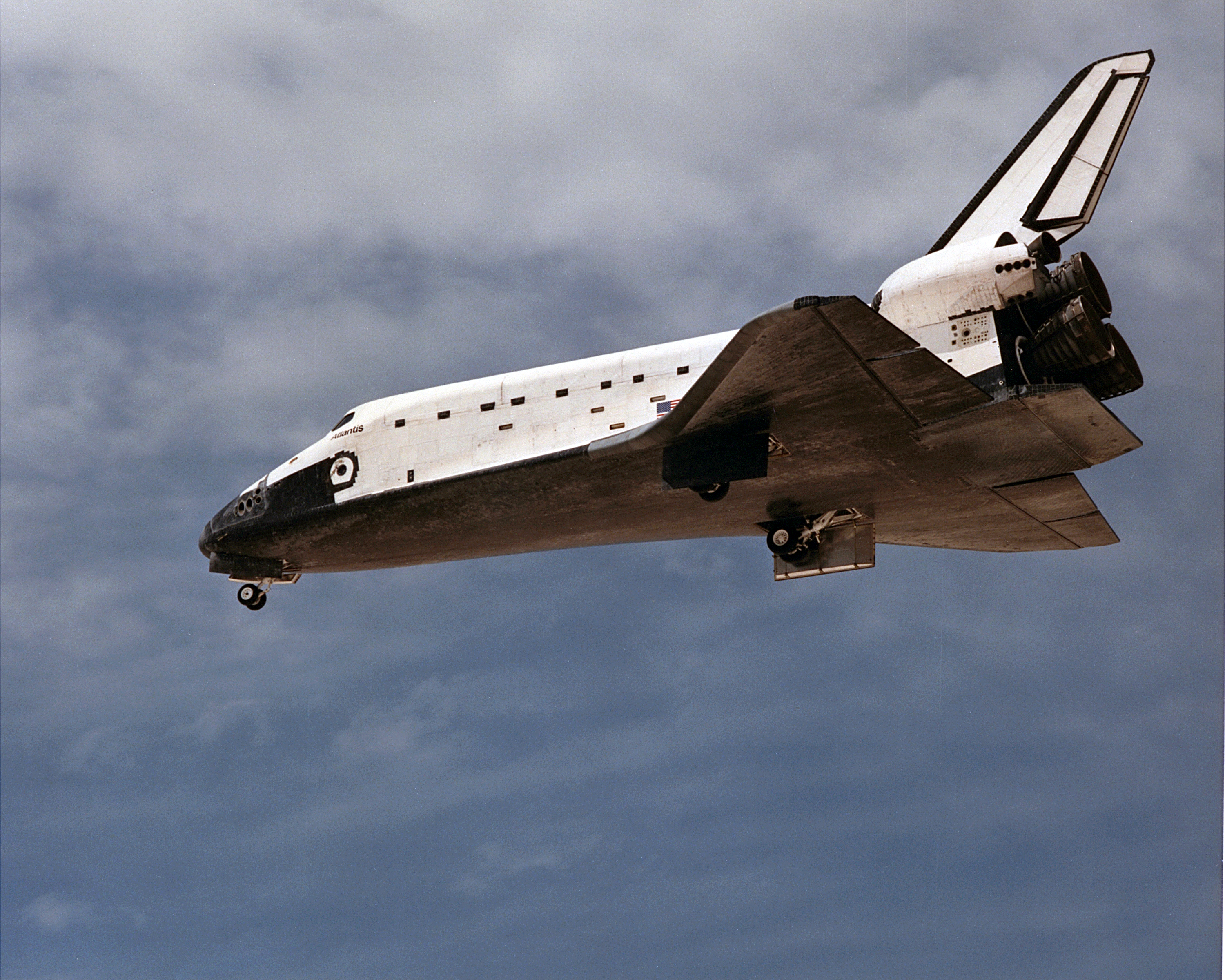
فرود ، یک هواپیمای مداری خزنده

هواپیماهای فضایی باید مانند فضاپیمای سنتی در فضا کار کنند، اما باید مانند هواپیما نیز قادر به پرواز جوی باشند. این الزامات باعث پیچیدگی، خطر و هزینه طراحی هواپیما می‌شود.

## هواپیماهای مداری

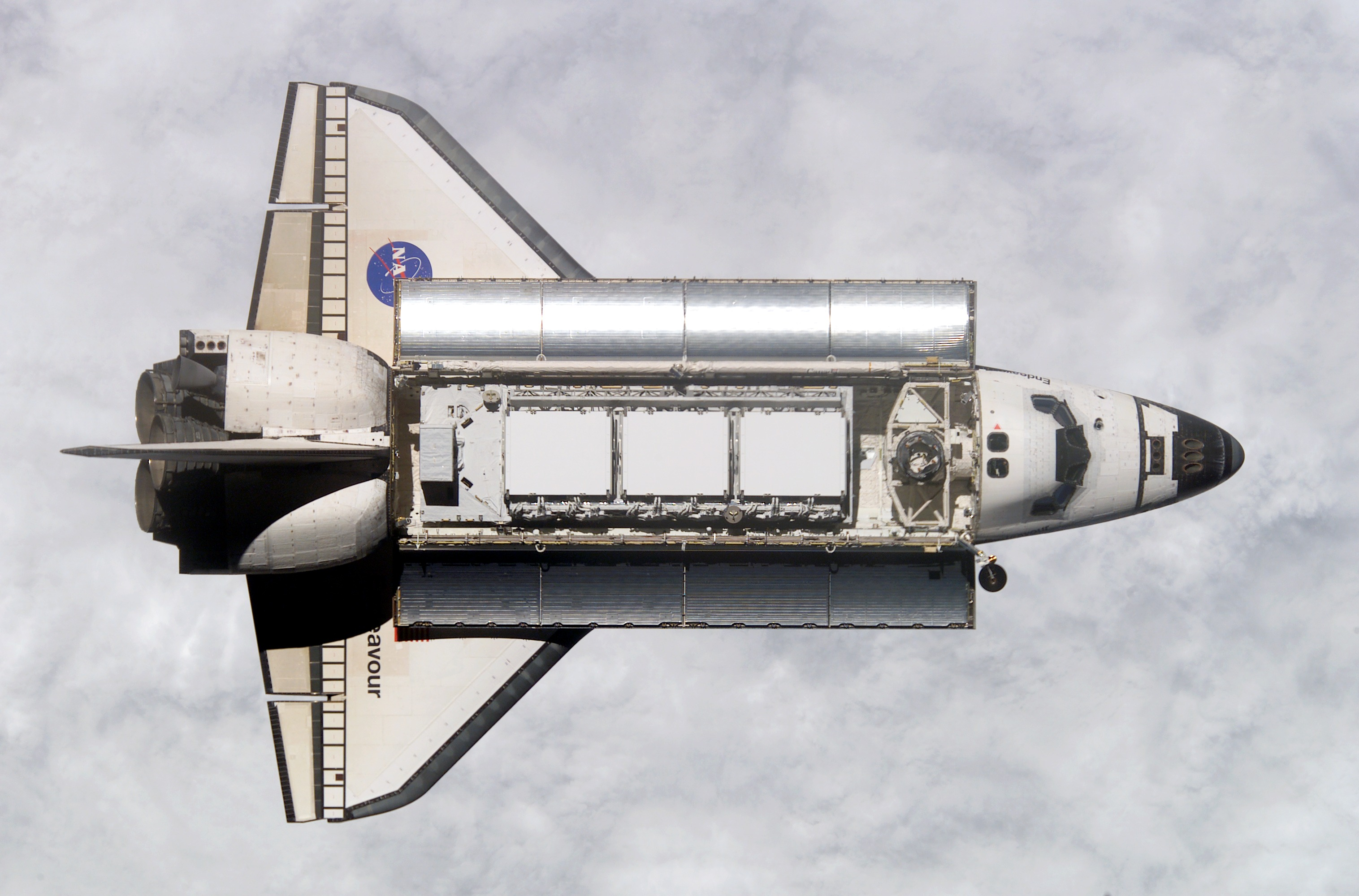
شاتل فضایی در مدار زمین

### شاتل فضایی
شاتل فضایی آمریکا که اولین بار در سال ۱۹۸۱ پرتاب شد. نخستین سفینه قابل استفاده مجدد جهان بود. سه بخش اصلی آن مدارپیما، موشکهای تقویت‌کننده، و مخزن خارجی سوخت می‌باشد.
پس از فضاپیماهای مرکوری، جمینی و آپولو، آمریکایی‌ها در پی سفینه‌های رفت و برگشتی رفتند و بدین سان، شاتل‌های فضایی متولد شدند.
تاکنون هفت شاتل به نام‌های انترپرایز، پث فایندر، کلمبیا، چلنجر، دیسکاوری، آتلانتیس و اِندِور ساخته شده که دو شاتل نخست، ناکامل و برای آزمایش‌ها و بررسی‌ها ساخته شده‌اند. از میان پنج شاتل پسین نیز چلنجر و کلمبیا دچار سانحه شده‌اند و فقط سه شاتل دیسکاوری، آتلانتیس و اِندِور تا سال ۲۰۱۰ مشغول کار بودند.

### بوران
فضاپیمای بوران یکی از فضاپیماهای شاتل اتحاد شوروی است. بوران تنها شاتل فضایی شوروی بود که به‌طور کامل ساخته، و در مدار زمین آزمایش شد. این فضاپیما برای اولین بار در مدت ۳ ساعت و ۴۰ دقیقه بدون سرنشین در خارج از جو زمین پرواز کرد و و سپس در فرودگاه بایکونور قزاقستان به همراه یک فروند میگ ۲۵ که فضا پیما را از ارتفاع ۲۰ کیلومتری سطح زمین تا لحظهٔ فرود اسکورت می‌کرد به زمین نشست.

### ایکس ۳۷
ایکس ۳۷ یک هواپیمای فضایی است که در ۷ آوریل ۲۰۰۶ اولین پروازهای فضایی اش را انجام داد. ایکس-۳۷ برای به‌کارگیری در ناسا، دارپا و نیروی هوایی ایالات متحده آمریکا ساخته شد. بوئینگ ایکس-۴۰ برای آزمایش مانورهایی که فضاپیماهای بوئینگ ایکس-۳۷ نهایتاً برای انجام آن‌ها طراحی شده‌اند، ساخته شده‌بود.

### دریم چیسر
دریم چیسر یک فضاپیمای مداری سرنشین‌دار پرواز عمودی، فرود افقی ساخته شده توسط شرکت سیرا نوادا است. دریم چیسر برای حمل ۷ سرنشین به مدارهای نزدیک زمین طراحی شده‌است. این فضاپیما به صورت عمودی با موشک اتلس ۵ پرتاب شده و به صورت افقی توانایی فرود بروی باندهای فرود معمولی را دارد.

## هواپیماهای پیشران موشک زیرمداری

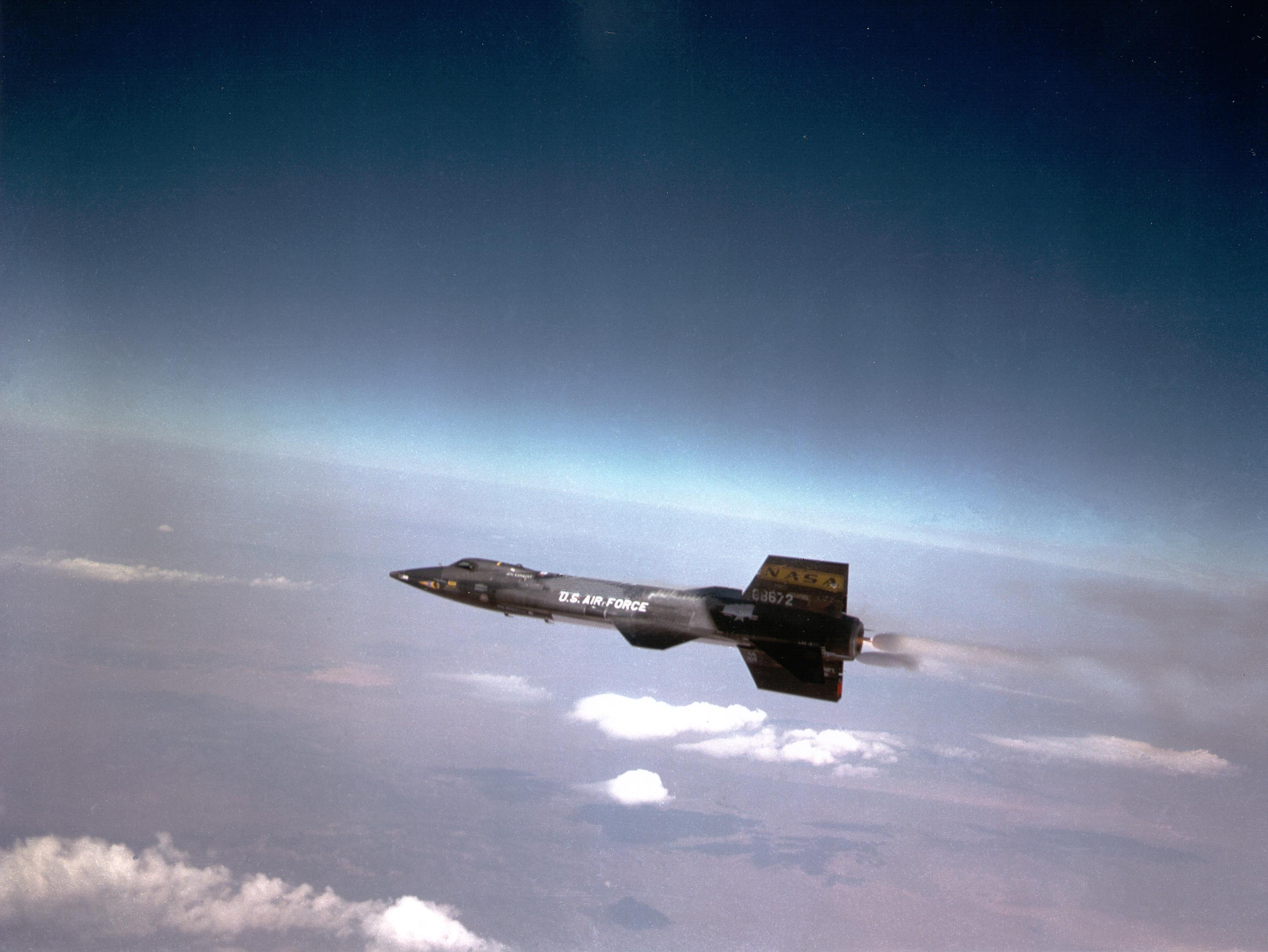
پرواز ایکس-۱۵

سه فروند هواپیمای خلبان موشکی زیر مداری ایکس-۱۵، اسپیس‌شیپ یک و اسپیس‌شیپ دو به فضا رسیده‌اند؛ که در ابتدا توانایی ورود به مدار را نداشتند و نخستین بار توسط هواپیمای حامل به ارتفاعات حمل شدند.

## کتابشناسی - فهرست کتب
- Hacker, Barton C.; Grimwood, James M. (1977). On the Shoulders of Titans: A History of Project Gemini. Washington, D.C.: NASA. OCLC 3821896. NASA SP-4203.
- Kuczera, Heribert; Sacher, Peter W. (2011). Reusable Space Transportation Systems. Berlin: Springer. ISBN 978-3-540-89180-2.